# Тайна гробницы
Тайна гробницы (нем. Die Knickerbocker-Bande: Das sprechende Grab — Кникербокер банда: Говорящая могила) — детский детективный фильм совместного производства Германии, Австрии и Великобритании, режиссёра Марияна Давида Вайды. Первая экранизация детской серии книг Томаса Брецины — Кникербокер банда. Является самым успешным австрийским детским фильмом. Фильм имеет сериал спин-офф — Кникербокер банда, выходивший с 1997 по 1998 годы.

## Сюжет
Четверо друзей, Лило, Аксель, Поппи и Доминик, являются Кникербокер бандой, которая существует не только в их родной Австрии, но уже во всем мире приключений. В начале фильма банда предотвращает похищение секретного рецепта торта "Захер" из одноименного венского отеля, после чего о юных сыщиках говорят в новостях.
В Вене 10-летняя Поппи, самый молодой член банды, хочет доказать свое мужество, пересекая центральное венское кладбище ночью. Она обнаруживает фигуру, завернутую в черный плащ, которая идет к могиле мага Рудольфо Конте. Там могила говорит с таинственным человеком - но Поппи мешает ему, и поэтому он вынужден бежать.
В ближайшие дни молодой актер Доминик репетирует новый мюзикл в Бургтеатре и влюбляется в ведущую актрису Мелиссу, на которую совершается покушение.
Четверо друзей снова попадают в захватывающее новое детективное приключение.
Через несколько дней благодаря предотвращению покушения четырьмя друзьями, Мелисса стоит перед штаб-квартирой банды и рассказывает, что она и есть фигура на кладбище. В анонимном письме была просьба прийти на кладбище в свой 18-й день рождения. Рудольфо Конте - ее покойный отец.
Кроме того, американская актриса Энни Крамер, мать Мелиссы, появляется в Вене. Она также получает письмо, после чего она приходит на кладбище.

## В ролях

### Основной состав
- Ребекка Килинг — Лило
- Матиас Ротхаммер — Аксель
- Алед Робертс — Доминик
- Оливия Халлинан[нем.] — Поппи
- Джули Кокс — Мелисса Крамер
- Петер Фитц[нем.] — Эрик (Директор)
- Паскуаль Алерди — Адриан, фокусник
- Андреа Эккерт[нем.] — Тамара
- Эрвин Ледер[нем.] — Рудольфо Конте
- Кристин Кауфманн — Энни Крамер

### Эпизодические роли
- Дионисио Ролдан — Индеец
- Элизабет Штипл[нем.] — Директор отеля
- Готфрид Пфеффер — Портье
- Герлинде Коттик — Экономка
- Ши Хонг Чен — Китаец
- Джиора Зилигер — Журналистка
- Бибиане Целлер[нем.] (в титрах Бибиана Целлер) — Фрау Биндер
- Кристина Пануска — Визажист
- Энн Мертин[нем.] — Мари
- Томас Брецина — Таксист

## Спин-офф
С  22 ноября 1997 по 14 февраля 1998 ORF и ProSieben выпускали сериал «Кникербокер-банда», состоящий из 13 25 минутных эпизодов и одного часового рождественского спешала. Главные роли исполнили Янетт Кёслер, Дэниэл Ленер, Михаэль Штейнохер и Кристина Карникник, они сыграли Лило, Доминика, Акселя и Поппи соответственно. Съёмки сериала проходили в Бургенланде и Вене.
Studio100 Media выпустила сериал на DVD 18 марта 2010 года. Диск содержал только первые 4 серии.
9 ноября 2018 года компания Pidax Film выпустила весь сериал на 2-х DVD дисках.

## Производство
Фильм снят в Вене и его окрестностях, а именно в отеле Захер, Центральном венском кладбище и Бургтеатре. Так же он был первой попыткой дать кинематографическое воплощение популярной серии детских книг Томаса Брецины. 
В фильме в эпизодической роли таксиста появился Томас Брецина.
Из Австрии приехал только актер играющий «Акселя» —  Матиас Ротхаммер - остальные три были из Великобритании. Места и актеры, набранные на международном уровне, были плюсом для австрийского туризма.
Финансированием занимались компании Filmfonds Wien и Österreichisches Filminstitut .

### Съёмачная группа
- Монтаж — Ортрун Бауэр
- Звук — Томас Шабольч

### Технические данные
- Звук — Моно
- Формат — 	1.85 : 1
- Плёнка — 35 мм

## Книга
Есть также книга по фильму, которую выпустили Neue Breitschopf-Verlag в 1995 году (ISBN 3-7004-3545-2).

## Саундтрек
Саундтрек фильма с заглавной песней Friends forever и рэп-песней Riesenlied - Giant Song  был выпущен на CD в 1995 году. 

## Релиз
В Германии и Австрии фильм вышел на VHS в 1994. В Австрии дистрибуцией занималась компания Filmladen, а в Германии Globus-Film.

### Релиз в разных странах
В США фильм вышел под названием Разведчики (Snoopers), дистрибуцией занималась PM Entertainment.
В России под названием Тайна Гробницы.

## Награды
- Гран-при Европейского молодежного кинофестиваля в Антверпене[2] в 1996 году.